# Brachyteles hypoxanthus
Brachyteles hypoxanthus är en primat i släktet ullspindelapor som förekommer i östra Brasilien.
Utbredningsområdet sträcker sig över delstaterna Bahia, Espírito Santo och Minas Gerais. Arten vistas där i fuktiga skogar.
Hanar blir cirka 9,5 kg tunga. Honornas vikt varierar mellan 7 och 9 kg. Djuret är alltså lite mindre än systerarten Brachyteles arachnoides och det har i motsats till den sydliga arten en liten tumme. Båda arter kännetecknas av långa extremiteter och en lång gripsvans. Pälsen är främst gråbrun till gulbrun.
Individerna är aktiva på dagen, vistas vanligen i träd och bildar grupper med 8 till 80 medlemmar. I flocken finns flera vuxna hanar och honor samt deras ungar. Dessa ullspindelapor är inte aggressiva när två olika flockar möts. Brachyteles hypoxanthus äter främst frukter och blad som kompletteras med bark, frön, blommor och några insekter.
Honor föder mellan maj och september en enda unge. Ungar av honkön lämnar flocken när de blir könsmogna (efter 5 till 7 år) medan hanar får stanna.
Arten jagades tidigare intensiv för köttets skull och därför finns idag många små populationer som är skilda från varandra. Ett annat hot är skogsavverkningar. IUCN listar Brachyteles hypoxanthus som akut hotad (CR). För att skydda arten inrättades några skyddsområden.